# トレマーズ2
『トレマーズ2』（原題：Tremors 2: Aftershocks）は、1996年に発売されたオリジナルビデオ。1990年に公開された『トレマーズ』の続編。S・S・ウィルソンが監督を務め、フレッド・ウォード、クリストファー・ガーティン、マイケル・グロス、ヘレン・シェイヴァーが出演している。

## あらすじ
ネバダ州にある砂漠の町・パーフェクションを襲った怪物グラボイズの脅威から7年後。今度はメキシコの油田に複数のグラボイズが出現する。次々と作業員が捕食される事態を受けた石油会社は、かつてグラボイズと死闘を繰り広げたアール（フレッド・ウォード）にグラボイズ退治を依頼する。グラボイズ関連の事業に失敗していたアールは渋るものの、高額の報酬金につられて依頼を承諾。タクシードライバーのグラディ（クリストファー・ガーティン）を新たな相棒とし、グラボイズ退治に乗り出す。
アールは以前の戦いと同じように、爆弾を飲み込ませて倒す作戦を立案。ラジコンカーにダイナマイトを括り付けてグラボイズを誘き出し、まんまと爆殺に成功する。戦友であるバート（マイケル・グロス）も加えて順調にグラボイズを倒していくアールとグラディ。そんな時、2人は様子のおかしいグラボイズに遭遇し、生け捕りにしようと画策。ところが、数分目を離した間にグラボイズは腹部に大穴を開けた状態で死んでいて……。

## キャスト
※括弧内は日本語吹替
- アール・バセット - フレッド・ウォード（内海賢二）

前作からの登場人物。グラボイズを倒した男として有名になる。現在は牧場を経営している。しかし、事業に失敗して高額の報酬に釣られて仕事を引き受ける。前作での経験から当初はグラボイズを普通に倒したが新たなタイプのグラボイズにてこずるようになる。
- グラディー・フーパー - クリストファー・ガーティン（英語版）（落合弘治）

タクシードライバー。今作でのアールの相棒。能天気だが前向きでやるときはやる男。
- ケイト・"ホワイト"・ライリー - ヘレン・シェイヴァー（増子倭文江）

女性地質学者。グラボイズの生態を分析する。学者としての性分からグラボイズを研究対象とみなしている。
- バート・ガンマー - マイケル・グロス（小林清志）

前作からの登場人物。相変わらずの軍事マニア。ヘザーとは喧嘩別れしたらしい。以来、自宅で引きこもる生活を送っていたが、アールからグラボイズ退治を頼まれたことで、やる気を出してすぐに向かった。地下室のガレージに前作で退治したグラボイドの剥製を飾っている。
- カルロス・オルテガ - マルセロ・タバート（英語版）（仲野裕）

石油会社の幹部。グラボイズを倒した実績を買って、アールに仕事を依頼する。
- ジョージ・フリオ - マルコ・ヘルナンデス（大川透）

チーフエンジニア。シュリーカーに捕食される。
- ジョン・ペドロ - ホセ・ロザリオ（辻親八）

ジョージのアシスタント。シュリーカーに捕食される。
- 作業員 - トーマス・ロザレス（辻親八）

物語冒頭でにグラボイズに捕食される。
- バレンタイン・"バル"・マッキー - ケヴィン・ベーコン ※写真のみ

前作のアールの相棒。グラボイズを倒した男の1人として新聞記事に載っていた。現在はすでに妻帯者であり、グラボイズ退治の依頼を断った旨がオルテガの台詞で説明されている。

## 製作
1993年、MCAユニバーサルの長編映画部門が脚本を気に入ったことで『トレマーズ2』の製作が開始された。当初の企画では製作費1700万ドル、ロケーション撮影地はオーストラリアを予定し、ケヴィン・ベーコンとリーバ・マッキンタイアも続投することになっていた。しかし、マッキンタイアはコンサートツアーのため辞退し、ベーコンはS・S・ウィルソンに続投の意思を伝えていたものの、『アポロ13』の撮影スケジュールと重なっていたために辞退したとされている。メインキャストの降板と第1作の興行成績が芳しくなかったことから、劇場公開に伴う配給費や宣伝費のコスト回収が困難になると判断したMCAユニバーサルは製作に難色を示すようになった。企画は中止寸前となったが、複数のキャストやスタッフがギャラの値下げを申し出て中止を免れた。
第1作はビデオ販売で大きな利益を出し、興行成績の不振を巻き返すことになった。これを受け、『トレマーズ2』の企画はMCAユニバーサルのホームビデオ部門が引き継ぎ、新たに400万ドルの予算が与えられた。脚本は製作費縮小以前の内容がそのまま採用されたが、バート・ガンマーが戦車を使用するシーンや南北戦争時代のマスケット銃でシュリーカーと戦うシーンなどがカットされ、舞台がオーストラリアからメキシコ南部に変更された。撮影は1994年初旬にカリフォルニア州バレンシア近郊で27日間かけて行われた。
クリーチャーデザインはアマルガマティッド・ダイナミクスが担当した。前作ではグラボイドは途中に潜んでいるシーンが大半だったため小道具が少なかったが、『トレマーズ2』ではグラボイドに代わり地上で行動するシュリーカーが主要クリーチャーとなり、関節が動く実寸大人形2体、ハンド・パペット3体、関節の動かないゴム人形3体が作られた。実寸大人形は16人のスタッフが動作を担当し、ゴム人形はシュリーカーが落下、銃撃、爆発するシーンに使用された。また、劇中に登場するグラボイドには第1作のモデルが再利用されたものが含まれている。
劇中の赤外線表示のシーンでは、キャストは赤いスーツと黄色のストッキングを着用し、8ミリビデオで撮影したものを35mmフィルムにブラウン・アップしている。ポストプロダクションの段階で様々な色の顔や身体をレンダリングした。シュリーカーの幼体が登場するシーンは巨大な檻の中に成体サイズのシュリーカーを入れて撮影し、シュリーカーが小さく見えるようにしていた。そのため、檻の中の幼体を映すシーンでは大きさが分からないように人間が映り込まないように配慮された。一部のシーンではアマルガマティッド・ダイナミクスの他にティペット・スタジオが作成したCGIのシュリーカーが登場している。これらCGIで作られたシュリーカーは歩行シーン、疾走シーン、互いの体によじ登るシーンなどで使用された。

## 公開
『トレマーズ2』は完成後のテスト上映で絶賛され、スタジオは劇場公開を検討するようになった。公開日は数度にわたり延期となり、最終的に完成から2年後の1996年4月9日に公開が決定し、ハリウッドのアルフレッド・ヒッチコック劇場で上映された他、海外市場でも小規模ながら限定公開された。同日にビデオ発売され、同月16日にはレーザーディスクも発売されている。

## 評価
Rotten Tomatoesには8件の批評が寄せられ、支持率50%となっている。TV Guideは「この映画はオリジナルビデオ形式の続編としては珍しく、劇場公開された前作の続編として相応しいだけではなく、大画面で観るべき作品であることを示している……低予算にもかかわらず、モンスターには依然として完全な説得力がある」と批評している。エンターテインメント・ウィークリーのタイ・バルは「C+」を与え、「数多く存在するオリジナルビデオ形式の続編ほど悪くはない」としてキャストの演技や特殊効果を評価しつつ、物語の後半については「『ジュラシック・パーク』の恥知らずなイミテーションになっている」と酷評した。